# ظهیرآباد
'ظهیرآباد' ، روستایی از توابع بخش جوادآباد شهرستان ورامین در استان تهران ایران است.
کشاورزی و دامداری شغل مردم روستا میباشد

## جمعیت
این روستا در دهستان بهنام وسط جنوبی قرار دارد و براساس سرشماری مرکز آمار ایران در سال ۱۳۸۵، جمعیت آن ۳۲۹ نفر (۷۰خانوار) بوده‌است.